# Martine Bijl

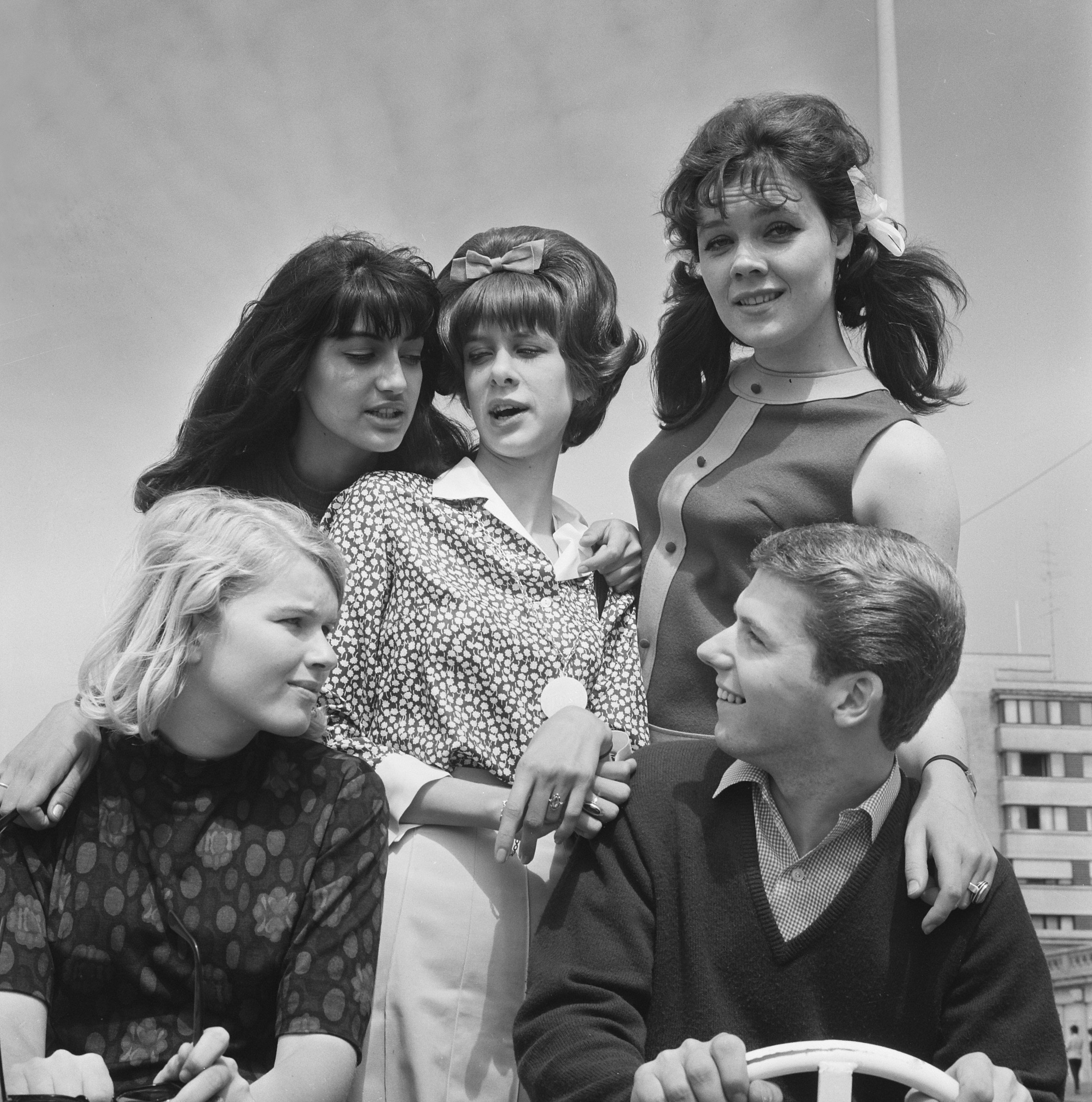
Knokke 1966. Onder Martine Bijl en Ronnie Tober, boven v.l.n.r. Margie Ball, Janneke Peper en Karin Kent

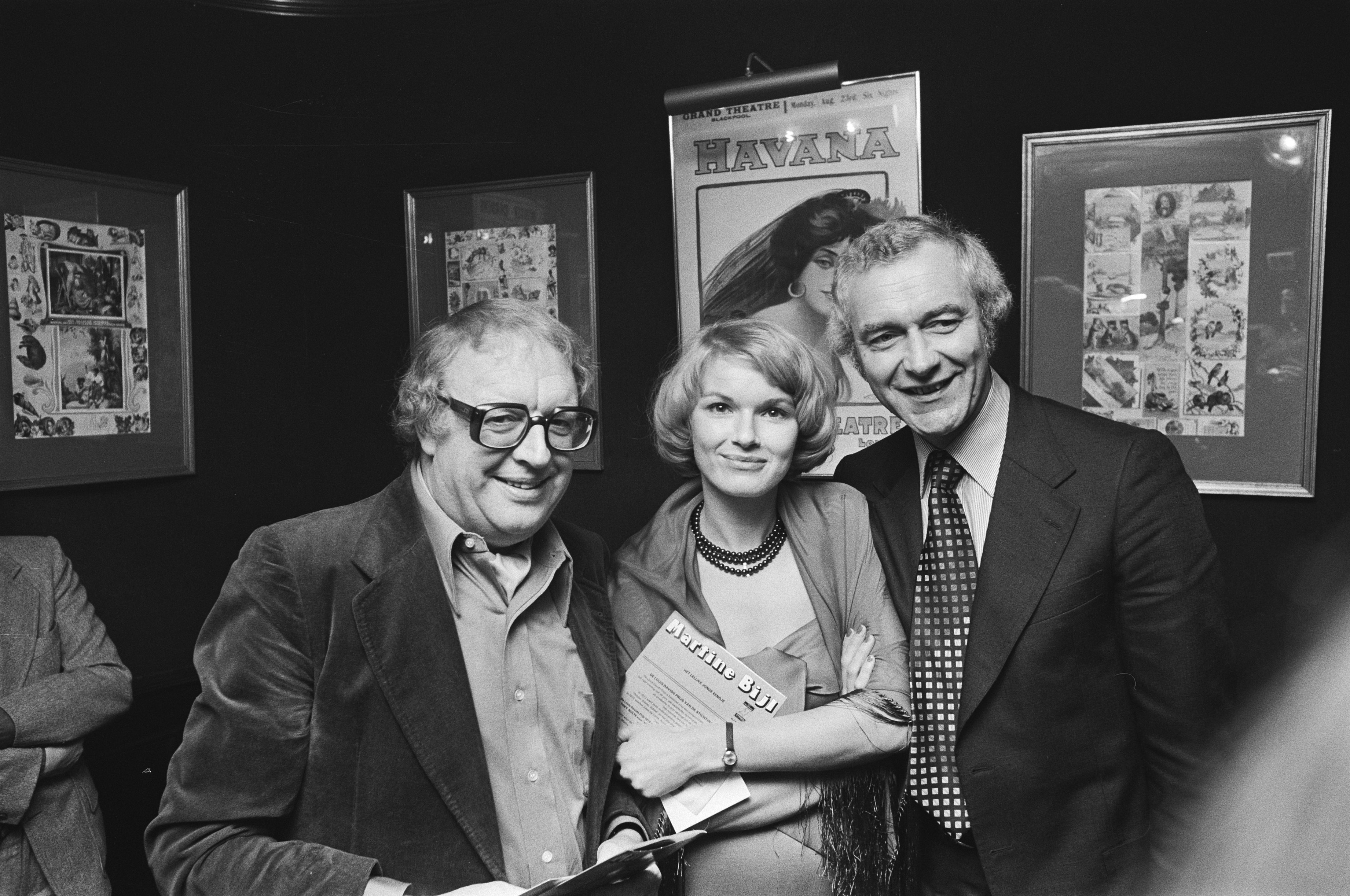
Louis Davidsprijs voor Martine Bijl (1976).
Links Henk van der Molen, rechts Tony Nolte

Martine Catharina Maria Bijl (Amsterdam, 19 maart 1948 – Maarssen, 30 mei 2019) was een Nederlandse zangeres, actrice, schrijfster, presentatrice en cabaretière.

## Biografie
Bijl acteerde, presenteerde, zong, schreef, vertaalde musicals en televisiecomedy's, was veelvuldig te zien als panellid in tv-programma's en trad op in theaters met haar personalityshows. Ze schreef en illustreerde verhalen voor kinderen. Ook was ze producer van een serie grammofoonplaten met verhalen van Walt Disney.

### Chansonnière
Ze werd in 1965 op haar zeventiende als zangeres ontdekt door radio-dj Ben Levi – vooral bekend om het draaien van chansons in zijn radioprogramma Met Franse slag – doordat een vriend van hem Bijl had horen zingen op een feest van haar school, het Spinoza Lyceum in Amsterdam. Levi bracht haar in contact met manager Evan Durlacher, die haar eerste ep getiteld Chansons opnam, met liedjes van Anne Sylvestre en bewerkt door Ernst van Altena.
Op 13 oktober 1965 maakte Bijl haar tv-debuut in Cabaretkroniek (VPRO) van Wim Ibo en een maand later trad ze op in het NCRV-programma Hootenanny on Holland. Ze trad door het hele land op en in februari trad ze op in Parijs in het voorprogramma van Claude Nougaro.
Begin 1966 stapte ze over naar Willem Duys, die haar beloofde dat ze niet meer voor publiek hoefde op te treden. Onder leiding van Duys nam ze haar eerste lp op, Martine Bijl Zingt, met de vroege hits De makelaar van Schagen en Bloemendaalse bos, op diens label Relax. Enkele van de nummers en alle arrangementen werden geschreven door Henk van der Molen, die vanaf dat moment haar vaste begeleider zou worden. Niet veel later kregen zij een liefdesrelatie.
In juni 1966 had ze een Edison moeten krijgen, maar omdat de organisatie verbolgen was over het voortijdig uitlekken van de winnaars in dagblad De Telegraaf, werd besloten dat de uitreiking niet door kon gaan. Ze maakte deel uit van de Nederlandse afvaardiging naar het Songfestival van Knokke in juli 1966. Het succes maakte dat ze alsnog veelvuldig muzikaal ging optreden, ook in België.
Op 8 april 1967 werd haar "videoclip" uitgezonden van Une femme du vent, geregisseerd door Hans van den Busken, twee dagen later gevolgd door een volledige eigen show in de serie Klank-klaar Nederlands. In 1967 kwam haar tweede album getiteld 12 Nieuwe Luisterliedjes uit, deze keer zonder vertaalde liedjes. In diezelfde periode kwam ook de film van Lennaert Nijgh Een Vreemde Vogel uit, waarin ze een kleine rol had. De film werd maar één keer uitgezonden op tv en is nooit in de bioscoop te zien geweest.
In december 1967 kwam de plaat Liedjes uit de tijd van Ot en Sien uit, een project van Henk van der Molen, waarbij Bijl de zang voor haar rekening nam. Voor deze plaat ontving ze wel een Edison.

### Schrijven en vertalen
In 1968 werd Duys' label Relax overgenomen door Bovema en kwam haar nieuwe werk uit op Bovema's sublabel Imperial. Via Bovema raakte Bijl ook betrokken bij de Disney mini-lp's als producent en vertaalster, nadat John Möring hiermee stopte. Deze mini-lp's bevatten een verhaal aan de ene zijde, verteld door Piet Ekel en één of twee liedjes aan de andere zijde. Naast deze mini-lp's volgden de elpees De Aristokatten en de andere Disneyklassiekers met meer liedjes en met een nieuwe vertaling.
Op haar derde plaat Martine Bijl kwamen voor het eerst ook liedjes voor die vertaald werden door Bijl zelf. Ook haar broer Jan Bijl schreef mee. In datzelfde jaar 1969 kwam ook haar eerste zelf geschreven en geïllustreerde kinderboek Elfje Twaalfje uit, voorzien van een picturedisc met daarop twee liedjes. Van het boekje werden ±20.000 exemplaren verkocht, een jaar later gevolgd door Elfje Twaalfje en het Lentepenseel. In 1970 had Bijl een eigen radioprogramma van dertig afleveringen, Chez Martine, waarbij zij artiesten ontving die bij haar kwamen zingen. In 1970 kwam haar kerstalbum Kerstmis met Martine uit. Ook trad ze op tijdens het reli-festival Palaver.
Samen met Anton Pieck werkte Bijl aan het boek Sprookjes Van De Efteling, dat in 1974 verscheen, een jaar later gevolgd door een boek met bewerkingen van de sprookjes van Hans Christian Andersen. Naar aanleiding daarvan bracht de zangeres in 1975 het album Martine Bijl zingt Andersen uit, met tien composities van Henk van der Molen en arrangementen van Tony Nolte. In de decennia daarna verschenen nog enkele sprookjesboeken van Bijl. Zelf schreef Bijl ook twee sprookjes voor de Efteling, te weten De Vliegende Fakir en De Gouden Stemvork.
In 2016 verscheen Hindergroen, waarin ze schreef over haar leven. Het langzame proces van haar herstel na een hersenbloeding omschreef ze als een onverwachte explosie van hindergroen. Ook haar in 2018 verschenen boek Rinkeldekink gaat over haar hersenbloeding en de gevolgen daarvan. Op 20 november 2019 won ze postuum de NS Publieksprijs met haar boek 'Rinkeldekink'.

### Televisie
Vanaf 1971 was ze elf jaar lang bij de AVRO vast panellid bij het quizprogramma Wie van de drie. In 1974 mocht ze zelf een show presenteren en schrijven, getiteld Martine, geregisseerd door Ralph Inbar. Tevens kreeg ze in dit jaar haar eerste volwaardige rol in de speelfilm Help, de dokter verzuipt!. In 1977 bereikte ze de dertiende plaats in de Nationale Hitparade met Het Limburgs Klaaglied.
Van 1993 tot 2003 speelde zij negen seizoenen als Catharina "Cath" Bovenkerk-van Ravenstein in de sitcom Het Zonnetje in Huis, samen met Johnny Kraaykamp sr. als haar schoonvader en Johnny Kraaijkamp jr. als haar echtgenoot. De allereerste aflevering werd op 31 december 1993 uitgezonden en de laatste op 6 november 2003. 
Tot september 2013 trad zij 27 jaar lang op in televisiereclames van Hak. In die jaren was zij in meer dan veertig verschillende spotjes te zien. Vanaf 2013 presenteerde Bijl bij Omroep MAX het populaire tv-programma Heel Holland Bakt. Tijdens het derde seizoen kreeg Bijl een hersenbloeding en stopte zij haar medewerking aan televisieprogramma's. Omdat het herstel langer duurde dan verwacht, werd ze als presentator van Heel Holland Bakt uiteindelijk vervangen door André van Duin.

### Theater
Een bekend typetje dat ze speelde in haar theatershows was de roddeljournaliste Agnes de Boer.
Bijls toneelstuk Walters Hemel, geregisseerd door Berend Boudewijn, ging in januari 1996 in première. De wrange komedie gaat over een werkende vrouw (gespeeld door Ingeborg Elzevier) die ook nog een huishouden moet runnen, met een mislukte schrijver als man en een gehandicapt kind.

### Persoonlijk
In de jaren zestig maakte Bijl dankzij Willem Duys kennis met de gitarist Henk van der Molen, die haar voortaan ging begeleiden. In 1967 verliet Van der Molen zijn vrouw voor de toen 19-jarige Bijl. Van der Molen schreef vele liedjes en teksten voor Bijl, die de basis vormden voor haar lp's en de televisieshows bij de TROS. In 1990 eindigde hun relatie omdat Bijl verliefd was geworden op Berend Boudewijn. Zij ging met hem samenwonen en trouwde in 1992. Boudewijn had haar na het overlijden van Van der Molen ten huwelijk gevraagd.
In september 2015 werd Bijl getroffen door een subarachnoïdale bloeding, een hersenbloeding. Ze overleed op 30 mei 2019 op 71-jarige leeftijd in haar atelier te Maarssen aan de complicaties daarvan.

## Eerbetoon
- In 1972 werd er een roze chrysant naar haar vernoemd.[22]
- In 1974 werd er een rode tulp naar haar vernoemd.
- In 1979 werd Bijl zelf onderwerp van een lied, Martine van de Belgische zanger Louis Neefs.

## Werk

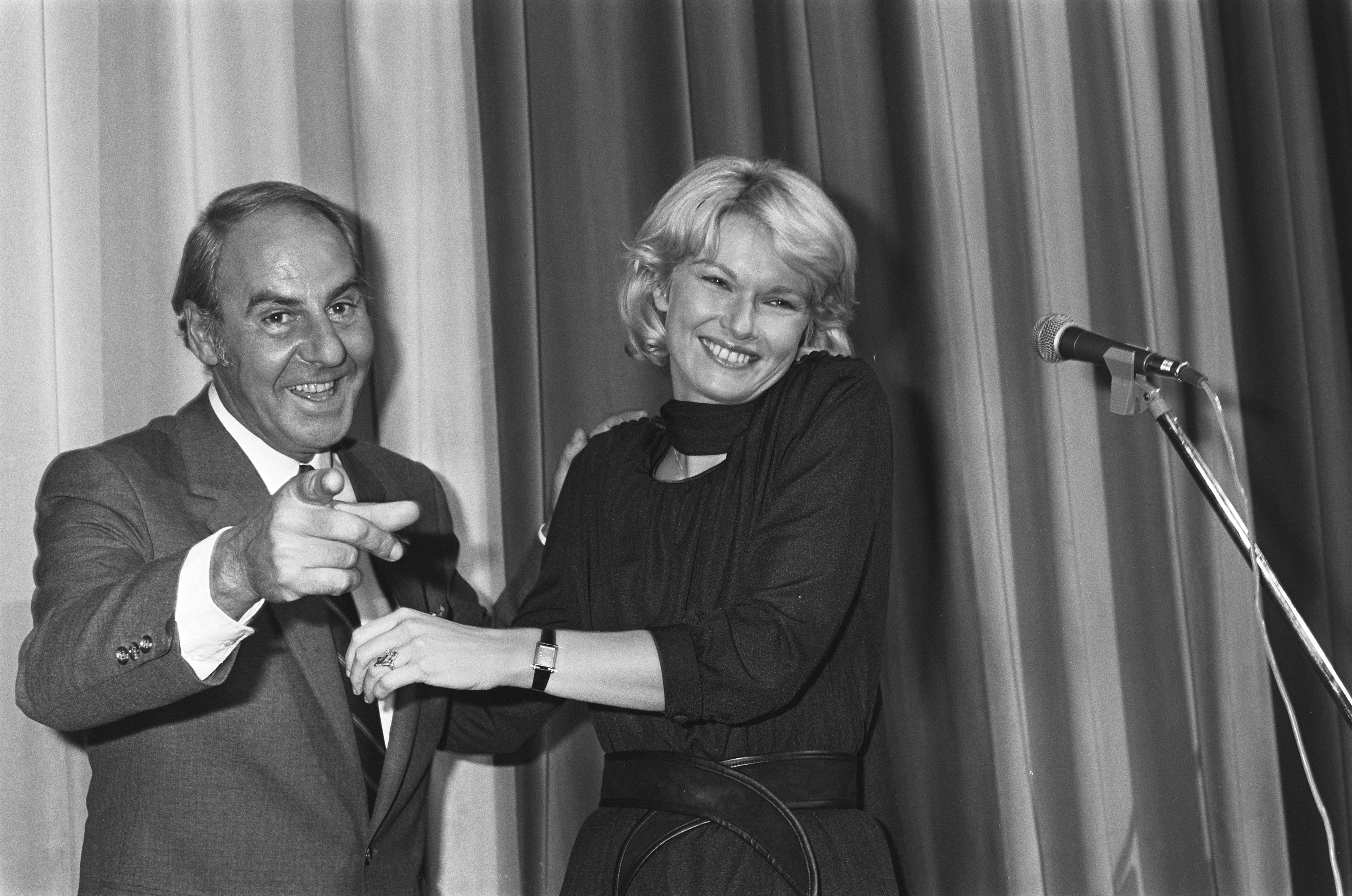
Willem Duys en Martine Bijl tijdens de uitreiking van de Gouden Televizier-Ring in 1980

### Televisie: presentatrice, panellid en actrice
- 1971: Kleine mensen hebben grote wensen (TROS, voice-over)
- 1971–1983: Wie van de Drie (AVRO, panellid)
- 1975–1979: Martine (televisieserie) - voor een van deze shows ontving Bijl in 1980 de Gouden Televizier-Ring
- 1979: Nationaal Songfestival (NOS, presentatrice)
- 1980: Follow Me! (Engelse taalcursus, samen met Dad's Army-acteur Arthur Lowe)
- 1986–1988: Dinges (NCRV, presentatrice)
- 1987: Moordspel (televisieshow, aflevering 2: Flitsend en fataal) – zangeres
- 1987–1988: Pompy de Robodoll (televisieserie) – Tuburella (stem)
- 1988: Eurovision Young Musicians (NOS, presentatrice)
- 1993–2003: Het Zonnetje in Huis (televisieserie) – Catharina Bovenkerk-van Ravenstein
- 1999: Meneer Van Dale Wacht Op Antwoord (Net5, presentatrice)
- 2003: Dit was het nieuws (TROS, panellid)
- 2006: Sinterklaasjournaal (televisieprogramma) – pepernotenboerin
- 2010–2013: Wie van de Drie (Omroep MAX, panellid)
- 2011: Sinterklaasjournaal (televisieprogramma) – burgemeester van Averecht
- 2012–2014: Krasse Knarren (Omroep MAX, presentatrice)
- 2013-2015: Heel Holland Bakt (Omroep MAX, presentatrice)
- 2016: Sesamstraat - zichzelf (in 2015 opgenomen, voordat zij ziek werd)[23][24]

### Theatershows
- 1983-1985: Martine (tv-uitzending: 25-12-1985)
- 1985-1987: Bijl (tv-uitzending: 03-01-1988)
- 1988-1989: Martine Bijl (tv-uitzending: 24-12-1989)
- 1990-1991: Mevrouw Bijl (tv-uitzending: 03-12-1991)

Haar bekendste typetje is roddelverslaggeefster Agnes de Boer. Dit typetje is later nog regelmatig te zien in diverse televisieprogramma's.

### Filmografie
- 1966: Ram-Jam (televisiefilm) – artiest
- 1967: Triptiek (televisiefilm) – zangeres
- 1967: Luister naar dit leven (televisiefilm) – zangeres
- 1967: Een Vreemde Vogel (film) – schoolmeisje
- 1971: Er zit een vogelnestje in m'n kop – zichzelf
- 1974: Help, de dokter verzuipt! (film) – Irene Muller (schooljuf)
- 1983: Vroeger kon je lachen (film) - Rie
- 2012: Alles is familie (film) – Jeannette de Roover

#### Bestseller 60
| Boeken met noteringen in de Nederlandse Bestseller 60 | Jaar van verschijnen | Datum van binnenkomst | Hoogste positie | Aantal weken | Opmerkingen |
| ----------------------------------------------------- | -------------------- | --------------------- | --------------- | ------------ | ----------- |
| Er was eens een prins die wou een prinses             | 2015                 | 04-03-2015            | 14              | 4            |             |
| Hindergroen                                           | 2016                 | 05-10-2016            | 6               | 12           |             |
| Rinkeldekink                                          | 2018                 | 07-11-2018            | 1(1wk)          | 53           |             |
| Van dit en dat en alles wat                           | 2021                 | 06-10-2021            | 17              | 4            |             |

### Vertalingen en bewerkingen
- Bijl vertaalde en bewerkte de Britse comedy Tom, Dick & Harriet. Deze serie is het zeer populaire Het Zonnetje in Huis geworden. Het was van eind 1993 tot medio 1995 te zien bij de VARA en daarna tot en met 2003 bij RTL 4.
- Ze verzorgde de Nederlandse bewerking van de Zweedse comedyserie Svensson Svensson. Deze serie was tussen 1995 en 1998 te zien bij de VARA en heette Jansen, Jansen.
- Tussen 1997 en 2001 verzorgde Bijl de vertaling en bewerking voor de RTL 4 comedy Kees & Co. De eerste 5 seizoenen waren gebaseerd op de Britse comedy 2point4 children.
- Voor Stage Entertainment/ Joop van den Ende Theaterproducties heeft ze de volgende musicals vertaald: 42nd Street, Aida, The Lion King, Beauty and the Beast, The Wiz, Tarzan, Joseph and the Amazing Technicolor Dreamcoat, Mary Poppins, We Will Rock You, La Cage Aux Folles, Wicked, The Little Mermaid, Sister Act en Billy Elliot.

### Discografie

#### Vinylsingles
- Chansons (Vrouwe van de wind / Filomeentje / Mijn man ging van huis / Marijke) (10/1965) - ep - Obelisk Records EK 512.08
- De makelaar van Schagen / Ik zou wel eens willen weten (1966) - Relax 45.005
- Bloemendaalse Bos / Vanavond of vannacht (1966) - Relax 45.012 (Knokke '66)
- Frederiekje / Het einde van de 6e dag (1967) - Relax 45.018
- Zestien / Ik vraag de bloemen / Chinees Minnelied (1967) - ep - Relax 45.069
- Mijn man ging van huis / Marijke (1967) - Relax 45.069
- Vedeldi vedeldei / Onders moeders paraplu (Liedjes uit de tijd van Ot en Sien) - (1968) - Relax 45.097
- Belletjes / Het land van Altena (1968) - Relax 45.113
- Walt Disney: Het verhaal van Roodkapje (1968) - Disney HLLP 328 (Martine Bijl zingt: Roodkapje en de wolf / Ze hield zoveel van rood)
- Walt Disney: Het verhaal van Het lelijke Jonge eendje (1968) - Disney HLLP 340 (Martine Bijl zingt: Het lelijke jonge eendje)
- Elfje Twaalfje / Schorrepiep, de Muis (1969) (Bijlage bij het boekje Elfje Twaalfje)
- Spikkelvest / Osemerose (1970) (Bijlage bij het boekje Elfje Twaalfje en het lentepenseel)
- Mannetje vrouwtje / Grotemensenland (1970) - Imperial 5C 006-24 100M
- Meer is het niet / Voor het onbegrepene (1970) - Imperial 5C 006-24 205
- Walt Disney: Het verhaal van De Bremer stadsmuzikanten (1970) - Disney HLLP 345 (Martine Bijl doet de productie en vertaling en zingt mee op: Het Bremer Rock en Roll kwartet)
- Walt Disney: Het verhaal van De Aristocats (1970) - Disney HLLP 349 (Martine Bijl doet de productie en vertaling en zingt mee op: Dat moet een kat van adel zijn)
- Benjamin / Wat hebben we gelachen (1972) - Imperial 5C 006-24 657
- Walt Disney: Het verhaal van Davy Crockett (1972) - Disney HLLP 349 (Martine Bijl doet de productie en vertaling en zingt: Davy Crockett)
- Puppy Song / De jongen van de Groot (1973) - Imperial 5C 006-24 696
- De Verloren Zoon / Thuis is het goed (1974) (Uitgave van het Nederlands Bijbelgenootschap en Katholieke Bijbelstichting) - NBG en KBS GP 10 967 7
- 't Is echt waar / De vlinder (1975)
- Het lelijke jonge eendje (Louis Davids Prijs 1976) / De Vlinder (1976) - Elf Provincien ELF 65.061
- Het lelijke jonge eendje / Duimelijntje (1976) - Flexi: procédé Sonopresse Rotterdam (Pampers reclameplaatje)
- Het Herderinnetje en de Schoorsteenveger / De prinses op de erwt (1976) - Flexi: procédé Sonopresse Rotterdam (reclameplaatje)
- Limburgs klaaglied / Ik word nooit meer nummer één (1977) - Elf Provincien ELF 65 072
- Er Schommelt een Wiegje / Baarmoedergeluiden (1978) - Bovema Wensplaat Negram 5N 006-26041
- Hoe zou 't Met Rosa zijn? / Zomers van vroeger (1980) - Ariola 101.800
- Even wachten / Vincent (1980) - Ariola 102.469
- Martine's Liefste Kerstliedjes (1980) - Presto Print RCS 1134 (reclameplaatje)
- Vanmorgen vloog ze nog (van de musical Tsjechov) - (1988) met Simone Kleinsma, Robert Paul en Robert Long - ep - Mercury 870 638-7

#### Vinylalbums
- Martine Bijl Zingt (1966) - Relax 33002
- 12 Nieuwe Luisterliedjes (1967) - Relax 33010
- Zingt Liedjes Uit de Tijd van Ot en Sien (1967)[26] - Relax 7003
- Martine Bijl (1969) - Imperial 5C 062.24 093[27]
- De Beste van Martine (1969) - Imperial, 5C 054.24 085
- Kerstmis met Martine (1970) - Imperial, 5C 048.24 322X (Bovema-EMI)
- De Makelaar van Schagen (1971/1966) re-issue - EmiDisc 5C 048.50 677
- Met vriendelijke groeten (1971) - Imperial 5C 050 24 374
- Een Portret van Martine Bijl (1971) (live)
- Benjamin (1972) - Imperial 5C 062.24 703
- Een Nieuw Portret van Martine Bijl (1975) - Emi/Bovema 5C054 25.258
- Martine Bijl Zingt Andersen (1975) - Dureco/Elf Provincien ELF 15 84
- Martine Bijl presenteert het dierenfestival (1976) - Dureco/Elf Provincien ELF 55 71 (benefietalbum voor diervoederfabrikant Quaker Oats in het kader van werelddierendag, samengesteld door Martine Bijl, zelf zingt ze alleen het nummer De Vlinder)
- Zeg 't maar (1978) - voorleesboek van de hand van Miep Diekmann met grammofoonplaat, Wolters-Noordhoff, liedjes van Henk van der Molen
- Luister Naar... (1979)
- Martine Bijl (1980) - 2lp - Ariola 300.925
- Tovenaarsleerling (1982)
- Martine (hoogtepunten uit theatershow) (1985)

#### Cd-albums
- De Musical Tsjechov (1988) - Mercury 836 311-2
- Het beste van... (1990) - EMI 0777 791679 2 0
- De mooiste luisterliedjes van... (1991) - EMI 0777 796846 2 5
- Astrid Lindgren "Pippi Langkous" verteld door Martine Bijl - (1999) - Rubinstein Media 9789 0544449 7 8
- Kinderen van Toen (2002) - EMI 7243 542196 2 7
- De Herdertjes Lagen Bij Nachte (2003, 1973) - EMI 7243 594556 2 4
- Het mooiste van... (Regenboog serie #221) (2003) - Dureco, 8711 2116935 2 4
- Hollands Glorie (2008) - CNR Music 8714 2210462 1 2
- Favorieten expres - Martine Bijl (2020) Universal Music 085 983-5

#### Hitnoteringen
| Single met eventuele hitnotering(en) in de Nederlandse Top 40 | Datum van verschijnen | Datum van binnenkomst | Hoogste positie | Aantal weken | Opmerkingen                                                              |
| ------------------------------------------------------------- | --------------------- | --------------------- | --------------- | ------------ | ------------------------------------------------------------------------ |
| Belletjes                                                     | 1968                  | 06-07-1968            | tip16           |              |                                                                          |
| Limburgs klaaglied                                            | 1977                  | 19-02-1977            | 14              | 4            | Nr. 13 in Single Top 100                                                 |
| Vanmorgen vloog ze nog                                        | 1988                  | 22-10-1988            | 16              | 7            | met Simone Kleinsma, Robert Long en Robert Paul Nr. 15 in Single Top 100 |

#### NPO Radio 2 Top 2000
| Nummer met noteringen in de NPO Radio 2 Top 2000                                  | '99 | '00-'01 | '02  | '03  | '04 | '05 | '06 | '07 | '08 | '09  | '10 | '11  | '12  | '13  | '14  |
| --------------------------------------------------------------------------------- | --- | ------- | ---- | ---- | --- | --- | --- | --- | --- | ---- | --- | ---- | ---- | ---- | ---- |
| Vanmorgen vloog ze nog (met Tsjechov, Simone Kleinsma, Robert Long & Robert Paul) | 612 | -       | 1109 | 1014 | 953 | 870 | 865 | 722 | 853 | 1225 | -   | 1397 | 1423 | 1674 | 1866 |

1. ↑  Een '-' betekent dat het nummer niet was genoteerd en een vetgedrukt getal geeft de hoogste notering aan.
2. ↑  Deze tabel is bijgewerkt tot en met de laatste editie (2024).

## Prijzen
- Edison voor Ot & Sien (1968)
- TROS-Produktieprijs voor Martine Bijl zingt Andersen (1976)
- Louis Davids Prijs voor Martine Bijl zingt Andersen (1976)
- Gouden Televizier-Ring 1980, voor haar presentatie van de Boekenweekshow
- Johan Kaartprijs (1983)
- Nationale Scheveningen Cabaretprijs (1984)
- Gouden Beelden voor haar rol in de comedy Het Zonnetje in Huis (1998)
- John Kraaijkamp Musical Award - vertaling van Aida (2002)
- John Kraaijkamp Musical Award - vertaling/bewerking van La Cage Aux Folles (2011) (samen met Jon van Eerd)
- John Kraaijkamp Musical Award - vertaling/bewerking van Billy Elliot (2015)
- NS Publieksprijs voor Rinkeldekink (2019, postuum)[14]